# BMW R 10 (1947)
Das Motorrad BMW R 10 war ein von 1947 bis 1948 von BMW verfolgtes Motorradprojekt mit Zweitakt-Boxermotor und Kardanantrieb.

## Geschichte
Der erste Entwurf von 1947 in Form eines Holzmodells stellte noch ein Motorfahrrad mit niedrigem Durchstieg, ohne Hinterradfederung, aber schon mit dem geplanten Zweitakt-Boxermotor dar. Bei späteren Entwurfszeichnungen war das obere Rahmenrohr schließlich gerade ausgeführt und der Doppelrohrrahmen erhielt eine Geradewegfederung für das Hinterrad wie die Vorkriegsmotorräder von BMW. In dieser Variante präsentierten sich auch die fahrfähigen Prototypen des Münchner Werks.
Im Frühjahr 1948 stoppte BMW das Projekt – die alliierte Militärregierung hatte die Motorradproduktion bis 250 cm³ freigegeben und BMW verfolgte nun das Projekt der parallel entwickelten BMW R 24 weiter, die dann bereits am 11. März 1948 auf dem 18. Salon International Automobile et Moto Cycle in Genf vorgestellt wurde.

## Technische Daten
| Kenngröße   | Daten der R 10 (210)         |
| ----------- | ---------------------------- |
| Hubraum     | 120 cm³                      |
| Leistung    | 5 PS (3,7 kW) bei 4500 min−1 |
| Leergewicht | 100 kg                       |